# Ñu
Gli Ñu sono una progressive rock band madrilena attiva sin dal 1974, fondata da José Carlos Molina, proponendo uno stile a metà strada tra l'heavy britannico sabbatiana e quello dei Jethro Tull, facendo quindi uso di fiati. 

Hanno all'attivo numerosi album, ultimo dei quali uscito il 15 aprile 2011.

## Discografia

### Album di studio
- Cuentos de ayer y de hoy - 1978
- A Golpe de Latigo - 1980
- Fuego - 1983
- Acorralado Por Ti - 1984
- El Mensaje del Mago - 1987
- Vamos al lío!! - 1988
- Dos Años de Destierro - 1990
- La danza de las mil tierras - 1994
- Cuatro Gatos - 2000
- Requiem - 2002
- Títeres - 2003
- Viejos himnos para nuevos guerreros - 2011

### Live
- No hay ningún loco - 1986
- Imperio de paletos - 1992
- La Noche Del Juglar - 1999

### Compilation
- Veinte años y un día - 1995
- La Taberna Encantada - 1997
- Colección - 2000
- Esperando - 2002
- ...Y Nadie Escapó a la Evolución - 2012

## Formazione

### Formazione attuale
- José Carlos Molina Nieto - voce, flauto
- Francisco Javier Arnáiz "Bumber" - batteria
- Ramón Álvarez - basso
- Peter Mayr - tastiera
- Víctor de Andrés - chitarra